# ゴットロープ・ベルガー
ゴットロープ・ベルガー（Gottlob Berger、1896年7月16日‐1975年1月5日）は、ナチス・ドイツ親衛隊（SS）の将軍。親衛隊の12ある本部（Hauptamt）の1つ親衛隊本部（SS-Hauptamt）の本部長で、第二次世界大戦中に武装親衛隊の隊員補充に努めた人物として知られる。最終階級は親衛隊大将及び武装親衛隊大将（SS-Obergruppenführer und General der Waffen-SS）。

## 経歴
1896年、ドイツ帝国領邦ヴュルテンベルク王国のハイデンハイム郡ゲアシュテッテン(de:Gerstetten)に生まれた。本人の申告によれば父ヨハネス・ベルガーは製材所経営者であったというが、実際には農民ともいう。
小学校（Volksschule）を出た後、体育インストラクターを目指して教員養成学校（Lehrerseminar）に通い、1914年に教員免許を所得した。しかし同年、第一次世界大戦が開戦し、ヴュルテンベルク王国軍の歩兵連隊に志願兵として入隊した。大きな負傷をする勇戦をして一級鉄十字章と二級鉄十字章、戦傷章銀章を受章した。予備役少尉（Leutnant d.R.）の時にドイツの敗戦を迎えた。1919年1月に軍を除隊した。
戦後、義勇軍（フライコール）に参加した。その後、ヴュルテンベルク州のゲアシュテッテン、エスリンゲン（de:Esslingen）、テュービンゲンで体育教師や体育コーチなどを務めた。
1922年2月6日にナチス党に入党したが、翌年のミュンヘン一揆でナチ党は一時解散。この際に自身も武器の不法所持で逮捕された。1931年1月1日にナチス党に再入党（党員番号426,875）。1月15日に突撃隊（SA）に入隊した。1932年にはヴュルテンベルク州突撃隊の責任者となった。またヴュルテンベルク州文部省の青年体操教育委員なども歴任した。1933年4月に突撃隊を去った。突撃隊での最終階級は突撃隊上級大佐（SA-Oberführer）だった。この後、第二次世界大戦開戦前まで陸軍に在籍し、陸軍のトレーニング教官となった。陸軍内での最終階級は1939年に授与された予備役少佐（Major der Reserve）。
1936年1月30日にハインリヒ・ヒムラーとハンス・アドルフ・プリュッツマン（en:Hans-Adolf Prützmann）に招かれて親衛隊上級大佐（SS-Oberführer）の階級で親衛隊（SS）に入隊。「南西」親衛隊上級地区（SS-Oberabschnitt "Südwest"）のスポーツ教官の長となる。さらに1938年8月から1940年4月にかけて親衛隊全国指導者個人幕僚部のスポーツ訓練部の責任者となり、ハインリヒ・ヒムラーに側近として仕えた。また併せて1938年から1940年にかけて親衛隊本部（SS-Hauptamt）にも勤務。ここでベルガーは親衛隊員の人員確保の任務を与えられていた。ベルガーは徴兵制を実施している国防軍と折衝しながら親衛隊員の人材確保につとめ、また軍の徴兵対象ではない若年層に注目し、ヒトラー・ユーゲント団長のバルドゥール・フォン・シーラッハと協定を結んでユーゲント団員を勧誘、また外国地域在住のドイツ民族からも続々と親衛隊員を募った。ベルガーのこうした働きで親衛隊員数は急増し、親衛隊特務部隊（武装親衛隊）を巨大化することが可能となった。

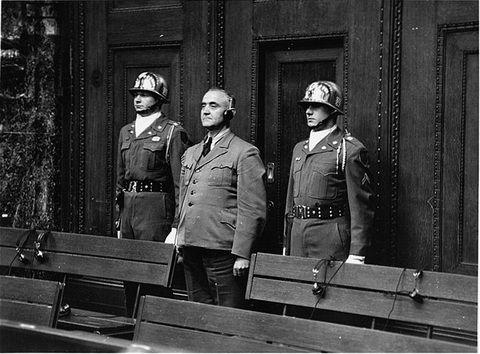
アメリカ軍の判事から懲役25年の判決を受けるゴットロープ・ベルガー

ヒムラーから高く評価され、1940年8月15日にはアウグスト・ハイスマイヤーに代わって親衛隊本部（SS-Hauptamt）の本部長に任じられた。これにより武装親衛隊の人材確保は一層組織化された。戦争が激化してくるとベルガーは外国人義勇兵もどんどん受け入れるようになった。オランダ人、フランス人、デンマーク人、ノルウェー人、スウェーデン人、フィンランド人などが続々と武装親衛隊に従軍した。独ソ戦が開始された際には2400人だった外国人義勇兵の数は1941年末の時点で1万2000人になっていた。刑務所から恩赦と引き換えに出した犯罪者なども親衛隊員として採用するようになった。特にスターリングラードの戦い以降は、ドイツ軍や武装親衛隊員の戦死者が目に見えて多くなり、ベルガーも更に人材集めにより尽力せねばならなかった。募集もますます脅迫的になり、ほぼ「人狩り」に近くなっていった。またナチスが劣等人種とみなしていたスラブ人も親衛隊義勇兵として徴募するようになっていった。
1943年1月からは国会（Reichstag）議員を兼務。1943年秋からはヒムラーの連絡役としてアルフレート・ローゼンベルクが大臣を務める東方担当省に派遣され、同省の政治局長に就任している。1944年8月31日から9月20日にかけて「スロヴァキア」親衛隊及び警察高級指導者（HSSPF "Slowakien"）に任じられ、スロヴァキアでおこった暴動の鎮圧を指揮している。この後、終戦までの間、国防軍最高司令部の捕虜収容所管理部門の責任者となった。
ドイツの敗戦後、連合軍により逮捕された。1947年にニュルンベルク継続裁判の大臣裁判にかけられた。大臣裁判は継続裁判の中では最大の大物を集めた裁判であった。1949年4月に「捕虜の虐待および殺害」、「ユダヤ人の虐殺および強制労働」、「人道に対する罪」などで有罪とされ、懲役25年の判決が言い渡された。しかし冷戦が進む中であったため1951年には特赦された。その後は出版会社で働き、保守系の雑誌「ナショナル・ヨーロッパ」の出版にたずさわった。1975年に生まれ故郷ゲアシュテッテンで死去した。

## キャリア

### 陸軍階級
- 1914年12月24日、伍長（兵長、上等兵とも）（Gefreiter）
- 1915年2月25日、軍曹（Unteroffizier）
- 1915年7月31日、副曹長（Vizefeldwebel）
- 1915年11月6日、予備役少尉（Leutnant d.R.）
- 1921年2月5日、名誉階級予備役中尉（Charakter als Oberleutnant d.R.）
- 1936年7月1日、予備役大尉（Hauptmann d.R.）
- 1940年5月3日、予備役少佐（Major d.R.）

### 突撃隊階級
- 1931年1月15日、突撃隊少尉（SA-Sturmführer）
- 1931年12月18日、突撃隊少佐（SA-Sturmbannführer）
- 1932年2月10日、特別任務突撃隊大佐（SA-Standartenführer.z.b.V）
- 1932年10月15日、突撃隊上級大佐（SA-Oberführer）

### 親衛隊階級
- 1936年1月30日、親衛隊上級大佐（SS-Oberführer）
- 1939年4月20日、親衛隊少将（SS-Brigadeführer）
- 1940年8月15日、武装親衛隊少将（Generalmajor der Waffen-SS）
- 1941年4月20日、親衛隊中将及び武装親衛隊中将（SS-Gruppenführer und Generalleutnant der Waffen-SS）
- 1943年6月21日、親衛隊大将及び武装親衛隊大将（SS-Obergruppenführer und General der Waffen-SS）

### 受章
- 鉄十字勲章
  - 1914年版二級鉄十字章(1914年11月26日受章)
    - 1939年版略章(1944年9月受章)

  - 1914年版一級鉄十字章(1918年1月21日受章)
    - 1939年版略章(1944年9月受章)
- ドイツ十字章
  - 銀章(1943年7月1日受章)
- 戦功十字章
  - 二級十字章(1939年11月1日受章)
  - 一級十字章(1941年7月1日受章)
  - 騎士十字章(1944年9月26日受章)
- 黄金ナチ党員バッジ(1943年1月30日受章)
- 1918年版戦傷章
  - 銀章（1918年6月18日受章）
- ヴュルテンベルク王国戦功メダル金章(Württembergische militär-verdienst-Medal)(1915年5月21日受章)
- 名誉十字章
  - 前線戦士章（1935年11月16日受章）
- 親衛隊名誉リング（1937年12月1日）
- 親衛隊全国指導者名誉長剣（1937年12月1日）
- SAスポーツバッジ（SA-Sportabzeichen）
  - 銅章(1934年12月15日受章)
  - 金章(不詳)
- 勤続章（de:Dienstauszeichnung）
  - ナチ党勤続章（Dienstauszeichnung der NSDAP）
    - 銅章
    - 銀章